# (5708) Melancholia
L'astéroïde (5708) Melancholia a été découvert le 12 octobre 1977 par l'astronome suisse Paul Wild à l'observatoire Zimmerwald près de Berne en Suisse. Sa désignation provisoire était 1977 TC1.
Il serait ainsi nommé en raison de la mélancolie qu'éprouveraient les astronomes lorsque le ciel est nuageux ou lorsqu'il pleut.